# ويليام بيدجون
ويليام بيدجون (بالإنجليزية: William Pidgeon)‏ هو رسام أسترالي، ولد في 1909، وتوفي في 1981.